# Bristovi
Bristovi är en ort i Bosnien och Hercegovina.   Den ligger i entiteten Federationen Bosnien och Hercegovina, i den centrala delen av landet, 70 km väster om huvudstaden Sarajevo. Bristovi ligger 634 meter över havet och antalet invånare är 152.
Terrängen runt Bristovi är kuperad.Närmaste större samhälle är Bugojno, 3,2 km sydväst om Bristovi. 
Omgivningarna runt Bristovi är en mosaik av jordbruksmark och naturlig växtlighet. Runt Bristovi är det ganska tätbefolkat, med 93 invånare per kvadratkilometer.